# Laischewo
Laischewo (russisch Лаишево; tatarisch Лаеш Layış) ist eine Kleinstadt in der Republik Tatarstan (Russland) mit 7735 Einwohnern (Stand 14. Oktober 2010).

## Geografie
Die Stadt liegt etwa 60 km südöstlich der Republikhauptstadt Kasan am rechten Ufer der Kama, die hier gemeinsam mit der Wolga, in die sie unweit mündet, den Kuibyschewer Stausee bildet.
Laischewo ist Verwaltungszentrum des gleichnamigen Rajons.

## Geschichte
Der Ort entstand 1557 und erhielt 1781 als Laischew das Stadtrecht als Verwaltungszentrum eines Kreises (Ujesds) der Statthalterschaft, ab 1796 des Gouvernements Kasan.
1926 verlor der Ort das Stadtrecht und wurde nun Laischewo genannt. 1950 erhielt er jedoch wieder den Status einer Siedlung städtischen Typs und am 9. September 2004 das erneute Stadtrecht.
| Jahr | Einwohner |
| ---- | --------- |
| 1897 | 3.743     |
| 1926 | 3.781     |
| 1939 | 3.968     |
| 1959 | 6.211     |
| 1970 | 5.539     |
| 1979 | 6.706     |
| 1989 | 7.067     |
| 2002 | 7.730     |
| 2010 | 7.735     |

Anmerkung: Volkszählungsdaten

## Kultur und Sehenswürdigkeiten
In Laischewo ist eine Reihe von Gebäuden aus dem 18. und 19. Jahrhundert erhalten. Dazu gehören die Dreifaltigkeitskathedrale (Троицкий собор/ Troizki sobor) des ehemaligen Frauenklosters von 1888 bis 1912, die Sophienkathedrale (Софийский собор/ Sofijski sobor; 1767, umgebaut 1850), das Armenhaus (Ende des 19. Jahrhunderts) und das Gymnasium von 1864.
Seit 1910 gibt es eine Landwirtschaftsschule. 1997 wurde ein Heimatmuseum eröffnet.
In den umliegenden Dörfern ist eine Reihe alter Dorfkirchen erhalten, so in Derschawino (1715, umgebaut 1874), Jegorjewo (1769), Russkoje Nikolskoje (1848), Sokury (1895) und Smoldejarowo (1905), ebenso eine Moschee von 1908 im Dorf Kirbi.
Die Gegend ist mit der Jugend des bedeutenden Dichters Gawriil Derschawin (1743–1816) verbunden, dessen Familie hier weitläufige Ländereien besaß und dessen Eltern auf dem Friedhof von Jegorjewo begraben sind.

## Wirtschaft
Laischewo ist Zentrum eines Landwirtschaftsgebietes. In den letzten Jahren wird versucht, in dem industriefreien Gebiet am Ufer des Wolgastausees touristische Infrastruktur als regionales Erholungsgebiet aufzubauen.